# Chrysogone d'Aquilée
Chrysogone d'Aquilée († 304) est un patriarche d'Aquilée martyrisé pour sa foi et vénéré comme saint par les Églises catholique et orthodoxe. 

## Biographie
Chrysogone est martyrisé sous l'empereur romain Dioclétien. Son nom se trouve dans le Martyrologium Hieronymianum à deux jours différents, le 31 mai et le 24 novembre. Son culte se répand rapidement ; une église lui est dédiée à Rome probablement sous le pape Sylvestre Ier (314-335) avec l'insertion de son nom dans le canon romain.
Au VIe siècle, une légende née à Rome, peut-être pour rattacher le martyr à la ville dans laquelle il est vénéré. Selon cette légende, Chrysogone est un romain catéchiste de sainte Anastasie d'Illyrie. Emprisonné pendant une persécution, il est ensuite conduit à Aquilée en présence de Dioclétien, qui ordonne sa mort par décapitation. Le corps de Chrysogone, jeté dans la mer, est ramené vers la rive et trouvé par le prêtre Zoilo, qui lui donne une sépulture. Plus tard, le corps est transporté à Zadar dans une église qui lui est dédié. Il est fêté par l'église catholique le 24 novembre, jour anniversaire de la dédicace de la basilique San Crisogono à Rome  et le 22 décembre pour l'Église orthodoxe.

## Saint Chrysogogne dans l'art
- Michele Giambono, Saint Chrysogone d'Aquilée à cheval, Église San Trovaso.
- Le Guerchin, La gloire de Saint Chrysogone, 1622, basilique saint Chrysogone de Rome.

## Églises dédiées
- Basilique San Crisogono à Rome, édifiée au IVe siècle et entièrement reconstruite au XVIIe siècle.
- Église Saint-Chrysogone à Zadar en Croatie, consacrée en 1175.